# Cetatea Orăștie
Cetatea Orăștie este un ansamblu de monumente istorice aflat pe teritoriul municipiului Orăștie.
Cuprinde un spațiu restrâns, încât poate fi considerată mai degrabă o biserică fortificată decât o incintă orășenească. A fost inițial o incintă din piatră de formă rectangulară, prevăzută cu turnuri, șanț cu apă și pod ridicător. A suferit transformări și amplificări sec. XVI și XVII. Dificil de datat – dar în sec. XV se face distincție între locuitorii dinlăuntrul și cei din afara orașului. Fortificația a avut de suferit în timpul invaziilor turcești din 1438 și 1479, fiind asediată în 1561 și renovată în 1631.
Cetatea are o formă rectangulară, cu latura estică ușor semicirculară. Lungimea de la est la vest era de 91 m, iar lățimea sud-nord de 84,5 m. Zidurile au fost construite din piatră de râu prinse cu mortar din var și nisip cu granulație mare. Grosimea zidurilor era între 1,55 și 1,70 m.
 Tipul de fortificație este propriu pentru o rezidență de greavi. Ulterior, fortificația lor a fost preluată de către comunitatea de sași care a dat naștere orașului Orăștie.
În incinta cetății Orăștie se află ansamblul format din biserica reformată (calvină) refăcută în sec. XIV de maghiari și biserica evanghelică (luterană) ridicată în secolul XIX de sași. Tot în incinta cetății a fost descoperită rotonda ecleziastică (o capelă circulară) care semnifică un complex arheologic aflat sub nivelul solului, datând probabil din secolul XI, și conține pereții unui lăcaș bisericesc. Rotonda de la Orăștie, foarte asemănătoare cu rotonda de la Geoagiu sau altele din Europa centrală, construite în aceeași perioadă, este una din cele mai vechi biserici medievale de pe actualul teritoriu al României, păstrată într-o formă foarte apropiată de cea originală. Monumentul a fost ridicat de sașii aduși în zonă, din cărămidă romană, medievală, și piatră de râu, și este tipic pentru bisericile romanice din această zonă a Transilvaniei. Nava, circulară, cu un diametru de 5,5 metri, este continuată spre răsărit cu o absidă semicirculară lungă de doi metri și cu o deschidere de trei metri spre navă. Rotonda avea șase ferestre, una rotundă și celelalte dreptunghiulare, cu închideri semicirculare în partea superioară, de factură romanică.
Cu ocazia cuceririi orașului de către turci, în 1479, a fost avariată și biserica din incinta cetății. Aceasta a fost reconstruită și luată în posesiune de către maghiari. Așa se explică de ce în orașul care a fost fortăreață săsească, biserica a ajuns în proprietatea reformaților maghiari iar sașii au primit loc numai într-o încăpere de lângă biserică, care a fost folosită ca loc de închinare până la 1823 când a fost construită biserica săsească actuală.

## Monument istoric
Prin Ordinul nr. 3936/2016, emis de Ministerul Culturii, se clasează monument istoric Zidul Cetății cu turnurile de est, de sud și de vest în categoria II - arhitectură, m - monument, grupa valorică A, cu codul în Lista monumentelor istorice HD-II-m-A-03376.01, ca subcomponentă a ansamblului monument istoric Cetatea Orăștie, situat în strada Bălcescu Nicolae, municipiul Orăștie, județul Hunedoara.

## Galerie

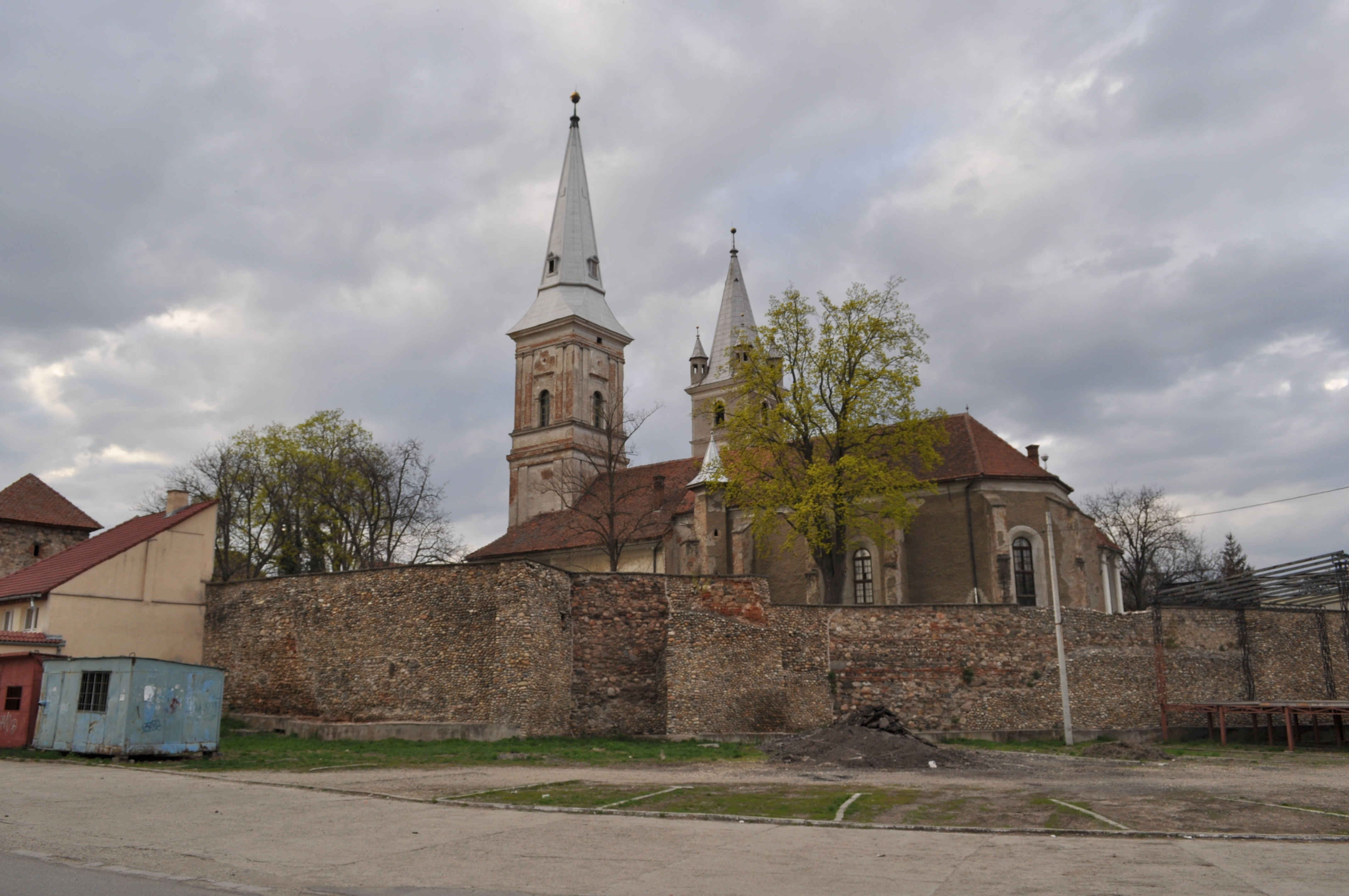
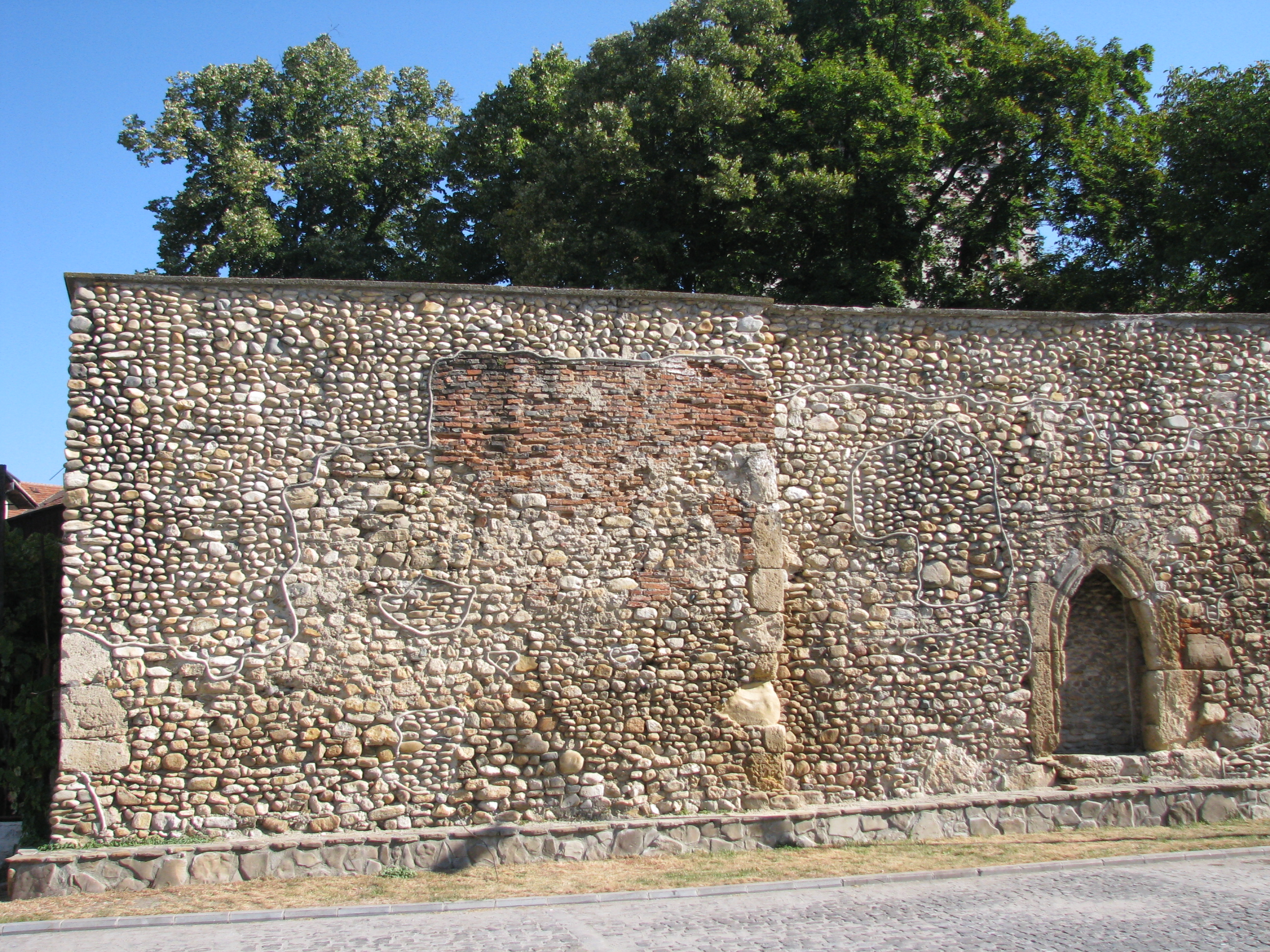
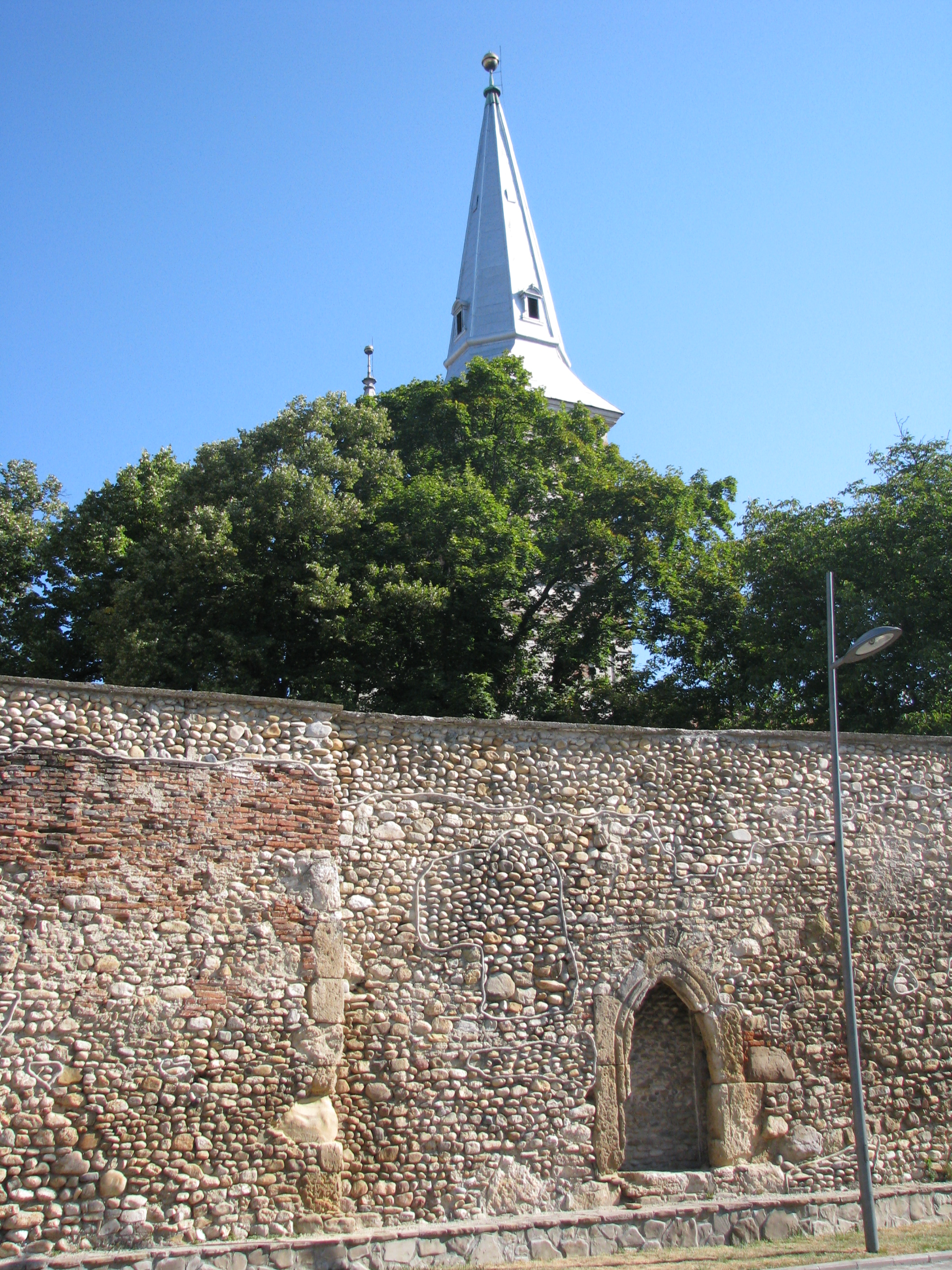
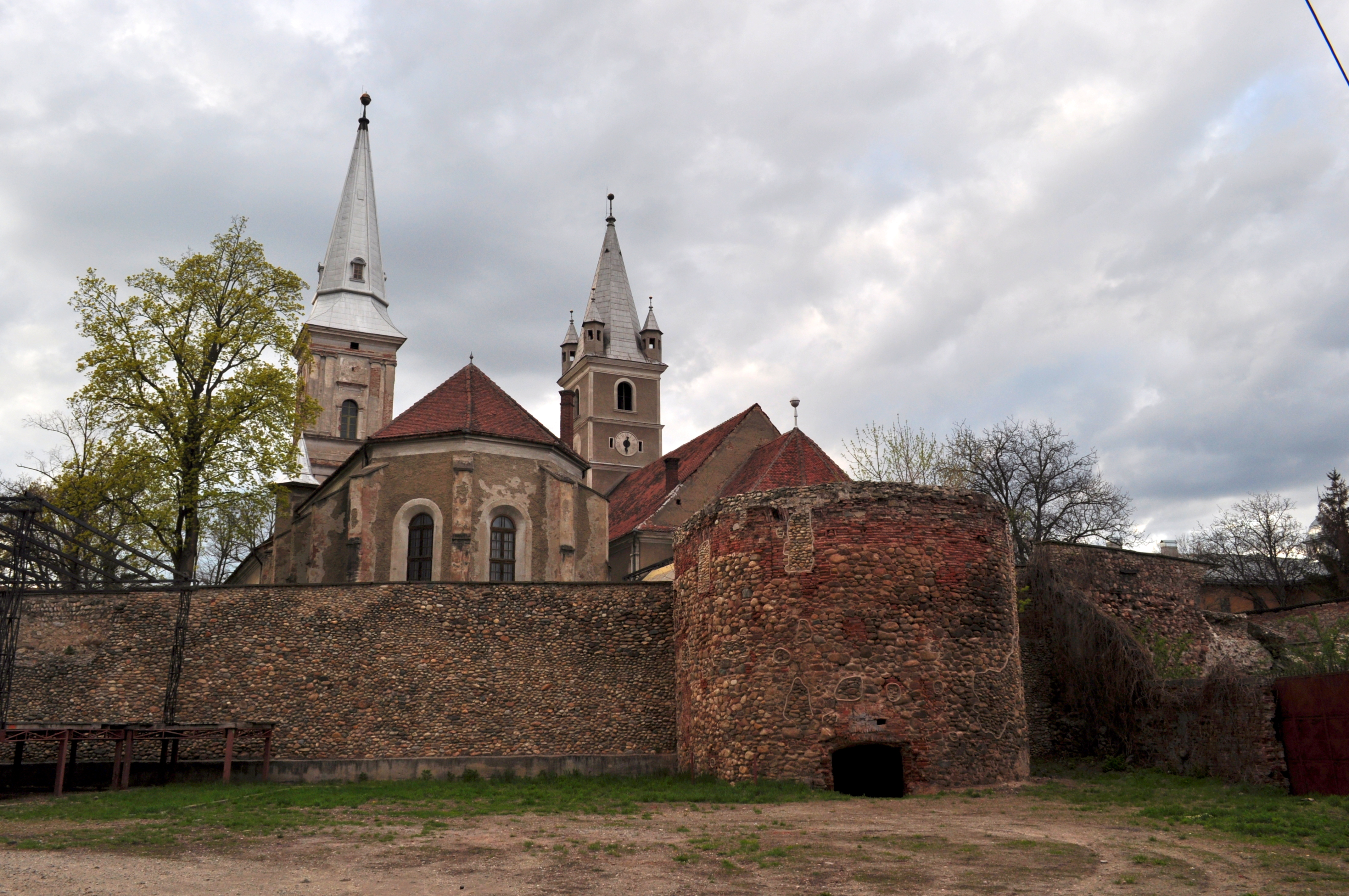
În prim plan - Rotonda din Cetatea Orăștie. În spate: stânga - Biserica reformată, dreapta - biserica evanghelică